# Dichotomophthora lutea
Dichotomophthora lutea är en svampart som först beskrevs av Routien, och fick sitt nu gällande namn av de Hoog & Oorschot 1983. Dichotomophthora lutea ingår i släktet Dichotomophthora, divisionen sporsäcksvampar och riket svampar.   Inga underarter finns listade i Catalogue of Life.